# 葉天爵
葉天爵（1471年—？），字良貴，直隸徽州府婺源縣人，民籍，明朝政治人物。

## 生平
弘治八年（1495年）乙卯科應天府鄉試第四名舉人。弘治九年（1496年）聯捷丙辰科會試第十三名，三甲第十名進士。曾官江西寧州知州。

## 家族
曾祖葉玄六；祖父葉觀武；父葉兆允，母游氏。具庆下。